# Arteria epatica
L'arteria epatica comune (o arteria gastroepatica) è un vaso sanguigno di medio calibro che porta sangue ossigenato al fegato.

## Decorso e rapporti
Origina dal tronco celiaco, biforcazione posta subito al di sotto del foro aortico del diaframma, decorre trasversalmente verso destra e obliquamente in direzione addominale, passando anteriormente al pilastro mediale destro del diaframma, ad di dietro della borsa omentale; mediante essa è in rapporto con il margine superiore del pancreas. Successivamente decorre sul bordo superiore del duodeno orizzontale; da qui passa anteriormente alla vena porta e prosegue insieme ad essa e al dotto coledoco tra i foglietti del legamento epatoduodenale, terminando nel fegato al livello dell'ilo.

### Rami collaterali
- Arteria gastrica destra: origina dall’arteria epatica comune. Assume un decorso diretto in avanti e poi verso sinistra, decorrendo sul margine superiore o piccola curvatura dello stomaco, inviando una serie di arterie arciformi che vascolarizzano le facce anteriore e posteriore dell’organo e anastomizzandosi a pieno canale con l’arteria gastrica sinistra, ramo del tripode celiaco.
- Arteria gastroduodenale: si dirige verso il basso, passa posteriormente al piloro e parte del duodeno e anteriormente alla testa del pancreas. Dopo aver oltrepassato il piloro, fornisce alcuni rami collaterali, l'arteria gastroepiploica destra e l’arteria pancreaticoduodenale antero-superiore che si anastomizza a pieno canale con l’arteria pancreaticoduodenale antero-inferiore, ramo dell’arteria mesenterica superiore.

### Rami terminali
Dopo aver emesso i due rami collaterali, l’arteria epatica comune continua come arteria epatica propria.
- Arteria epatica propria: decorre in alto e in avanti, accompagnata dal coledoco e dalla vena porta nello spessore della pars tensa del piccolo omento (legamento epatoduodenale) verso l’ilo del fegato, partecipando alla costituzione del peduncolo epatico. Emette un piccolo ramo per la cistifellea (arteria cistica) per poi addentrarsi nel fegato e seguire le ramificazioni della vena porta, costituendo la circolazione nutritizia di questo organo.[1]